# حافظات عضوية

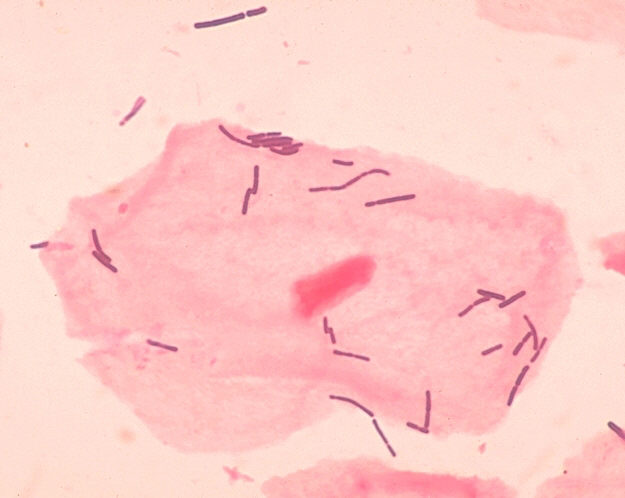

الحافظات العضوية هي استخدام ميكروبات أو مضادات ميكروبات بشكل طبيعي أو بنسب معينة كطريقة لحفظ الأغذية وزيادة مدة صلاحياتها.
تمت تجربة الحافظات العضوية من فترات زمنية طويلة خاصة استخدام بكتريا حمض اللاكتيك التي تثبط عمل الميكروبات المسببة لفساد الاطعمة. وفي البداية كانت من قبيل الصدفة، ولكن تدريجيا مع زيادة قوة المؤسسات العلمية زادت الاستفادة من المركبات المفيدة التي تنتجها البكتريا والتي يتم الاستفادة منها كحافظات للطعام عن طريق ابقاء البكتريا المسسبة لفساده خاملة.
هناك عدة طرق يمكن للكائنات الدقيقة ان تؤثر بها على نمو بعضها البعض مثل إنتاج الأحماض العضوية والذي يؤدى إلى خفض الحامضية وخفض فعالية جزيئات الأحماض غير المتباينة، وعدد كبير من الجزيئات الصغيرة المثبطة مثلا فوق اكسيد الهيدروجين. وتعد الحافظات العضوية تطبيق بيئى حميد ويستمر في جذب انتباه العالم.